# جيمس دوهان
جيمس دوهان مواليد 3 مارس 1920 في فانكوفر - الوفاة 20 يوليو 2005 في واشنطن، الولايات المتحدة.

## روابط خارجية
- جيمس دوهان على موقع IMDb (الإنجليزية)
- جيمس دوهان على موقع ميتاكريتيك (الإنجليزية)
- جيمس دوهان على موقع روتن توميتوز (الإنجليزية)
- جيمس دوهان على موقع ألو سيني (الفرنسية)
- جيمس دوهان على موقع ميوزك برينز (الإنجليزية)
- جيمس دوهان على موقع تيرنر كلاسيك موفيز (الإنجليزية)
- جيمس دوهان على موقع أول موفي (الإنجليزية)
- جيمس دوهان على موقع قاعدة بيانات الأفلام السويدية (السويدية)
- جيمس دوهان على موقع إن إن دي بي (الإنجليزية)
- جيمس دوهان على موقع ديسكوغز (الإنجليزية)